# Valentine Fortin
Valentine Fortin (ur. 24 kwietnia 1999 w Tuluzie) – francuska kolarka torowa i szosowa, dwukrotna medalistka mistrzostw świata.

## Kariera
Pierwszy medal w karierze zdobyła w 2016 roku, kiedy zajęła trzecie miejsce w drużynowym wyścigu na dochodzenie na mistrzostwach świata juniorów w Aigle. Na rozgrywanych rok później mistrzostwach świata juniorów w Montichiari była trzecia w tej konkurencji i w madisonie. W 2018 roku zdobyła brązowy medal w wyścigu punktowym na mistrzostwach Europy U-23 w Aigle, a w 2019 roku była druga w drużynowym wyścigu na dochodzenie. Na mistrzostwach Europy w Grenchen w 2021 roku zwyciężyła w wyścigu eliminacyjnym, a w scratchu była druga. Podczas mistrzostw świata w Yvelines w 2022 roku zajęła trzecie miejsce w drużynowym wyścigu na dochodzenie, a w parze z Clarą Copponi wywalczyła srebrny medal w madisonie. Brąz w drużynowym wyścigu na dochodzenie zdobyła także na mistrzostwach Europy w Monachium (2022), a podczas mistrzostw Europy w Grenchen (2023) była druga w wyścigu eliminacyjnym.
Brała udział w igrzyskach olimpijskich w Tokio w 2020 roku, gdzie w drużynowym wyścigu na dochodzenie zajęła siódme miejsce.